# Leo Amery
Leo Amery (Leopold Charles Stennett Amery) (22. listopadu 1873, Gorakhpur, Indie – 16. září 1955, Londýn, Anglie) byl britský státník. Byl rodákem z Indie, proslul jako novinář a lingvista se znalostí devíti jazyků. Byl spolužákem, přítelem a spolupracovníkem Winstona Churchilla, jako konzervativec byl více než třicet let poslancem Dolní sněmovny, v konzervativních a koaličních vládách byl ministrem kolonií a ministrem námořnictva, za druhé světové války zastával post ministra pro Indii a Barmu. Po roce 1945 žil v soukromí a sepsal své paměti (My Political Life, 1953–1955).

## Životopis
Narodil se v Indii, jeho otcem byl britský koloniální úředník Charles Amery (1833–1901), matka Elisabeth Saphir (1841–1908 pocházela z maďarské židovské rodiny, rodiče se rozvedli v roce 1885. Leo studoval na škole v Harrow, kde se seznámil s Winstonem Churchillem, poté absolvoval studia v Oxfordu, vzhledem k indické chůvě ovládal hindštinu, díky matce mluvil maďarsky, ovládal také němčinu, francouzštinu, italštinu a srbštinu.
Začínal jako válečný korespondent, v roce 1908 poprvé neúspěšně kandidoval do Dolní sněmovny. Ve volbách uspěl o tři roky později a v letech 1911–1945 byl členem Dolní sněmovny za město Birmingham. Za první světové války díky své znalosti maďarštiny působil jako válečný zpravodaj na Balkáně. V letech 1919–1921 byl státním podsekretářem kolonií, zároveň byl mluvčím ministerstva v Dolní sněmovně, protože tehdejší ministr kolonií 1. vikomt Milner byl členem Sněmovny lordů. První lord admirality 1922–1924, od roku 1922 byl zároveň členem Tajné rady. V Baldwinově vládě byl státním sekretářem kolonií (1924–1929). Soustředil se na problematiku školství a zemědělství, nepodařilo se mu ale prosadit všechny záměry.
Ve třicátých letech patřil k opozici a spolu s W. Churchillem kritizoval zahraniční politiku. Jako člen řady nadnárodních korporací pobýval často v Německu, kde se setkal s Adolfem Hitlerem nebo Edvaredem Benešem. V období mezinárodní krize koncem třicátých let byl aktivním účastníkem parlamentních debat a v Churchillově koaliční vládě zastával funkci státního sekretáře pro Indii a Barmu (1940–1945). Ve volbách 1945 se nedostal do parlamentu a rezignoval na další politickou kariéru, téhož roku odmítl povýšení do šlechtického stavu. V letech 1953–1955 publikoval své pamětí My Political Life.
V roce 1911 se oženil s Florence Greenwood (1885–1975), dcerou kanadského právníka J. H. Greenwooda. Měli spolu dva syny, starší John (1912–1945) od mládí vystupoval jako otevřený stoupenec nacismu a po druhé světové válce byl popraven za velezradu (Leo Amery od té doby uváděl, že má jen jednoho syna. Mladší syn Julian (1919–1996) byl přes čtyřicet let poslancem Dolní sněmovny za Konzervativní stranu, zastával také několik vládních funkcí, mimo jiné byl ministrem letectva (1962–1964).